# هیوستن ایکر (کنتاکی)
هیوستن ایکر (به انگلیسی: Houston Acres) شهری در ایالت کنتاکی کشور ایالات متحده آمریکا است که جمعیت آن در سرشماری سال ۲۰۱۰ میلادی، ۵۰۷ نفر بوده‌است.